# Anonimowa kronika Szprotawy

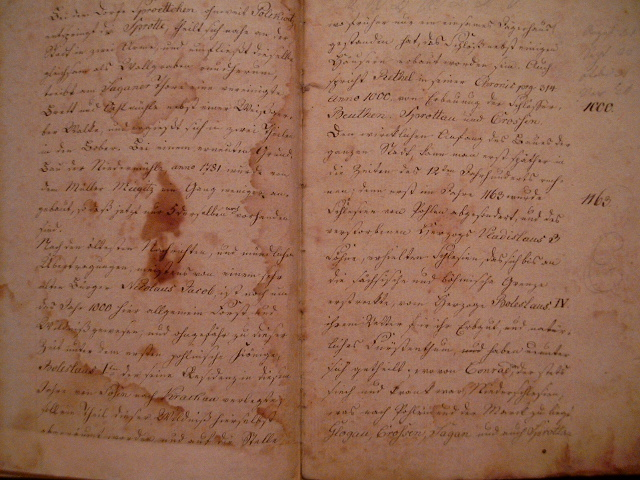
Anonimowa kronika Szprotawy z XVIII w.

Anonimowa kronika Szprotawy (oryg. tytuł niem. Continuatio der Sprottauischen Notizen, czyli w dosłownym przekładzie:  Kontynuacja szprotawskich notatek), spisana w XVIII wieku przez nieznanego autora. Pierwszy wpis rozpoczyna się datą z roku 1000. Składała się z kilku osobno oprawionych części. Znana jest tylko część obejmująca lata 1000-1548, którą przechowuje Muzeum Ziemi Szprotawskiej. Pozostałe uchodzą za zaginione. Kronika zawiera m.in. ogólne informacje o panujących ówcześnie władcach śląskich i wydarzeniach lokalnych w korelacji z zaobserwowanymi zjawiskami przyrodniczymi.
Szprotawski historyk dr Felix Matuszkiewicz, do którego należała kronika, opatrzył ją własnoręcznym wstępem, którego fragment brzmi następująco: "...Zeszyt istniał już w czasach szprotawskiego rękawicznika i radcy policyjnego Johanna Gottloba Kreisa (zm. 6 grudnia 1874) i był mu znany, a nawet posłużył mu jako materiał dla spisywanej przez niego kroniki miasta Szprotawa. Sam Kreis powoływał się w swojej kronice na starą ręcznie pisaną kronikę, czy to znów na starą rękę nieznanego kronikarza. Zapiski w zeszycie zostały dokonane w 1781..."
Jest to najstarsze zachowane dzieło kronikarskie traktujące o Szprotawie. Liczy łącznie 64 strony, na formacie zbliżonym do B5.